# 24135 Lisann
24135 Lisann este un asteroid din centura principală de asteroizi.

## Descriere
24135 Lisann este un asteroid din centura principală de asteroizi. A fost descoperit pe 4 noiembrie 1999 la Socorro, New Mexico, în cadrul proiectului LINEAR. Asteroidul prezintă o orbită caracterizată de o semiaxă mare de 2,63 ua, o excentricitate de 0,02 și o înclinație de 3,7° în raport cu ecliptica.